# Vexillum hanleyi
Vexillum hanleyi är en snäckart som först beskrevs av Carl August Dohrn 1862.  Vexillum hanleyi ingår i släktet Vexillum och familjen Costellariidae. Inga underarter finns listade i Catalogue of Life.